# Minla
Minla (de minla, nepalí para M. ignotincta) es un género de aves paseriformes de la familia Leiothrichidae.

## Especies
El género tiene las siguientes especies:
- Minla ignotincta, minla colirroja.
- Minla strigula, minla colicastaña.
- Minla cyanouroptera, minla de alas azules.